# Emma Essinger
Emma Essinger celým jménem Emma Svana Karolina Essinger (* 10. srpna 1983) je švédská saxofonistka a zpěvačka. Vyrůstala v Kristianstadu ve Švédsku. V létě 2007 uskutečnila společně se švédským účastníkem soutěže Eurovize z roku 2005, Martinem Stenmarckem celostátní turné. Na podzim 2007 se zúčastnila sobotní zábavní show Fredag hela veckan na TV4. Jejím prvním debutovým singlem je píseň „Say Say Say,“ která je zároveň úvodní písní zmíněného televizního pořadu.